# استان پوردنونه

استان پوردنونه (به ایتالیایی: Provincia di Pordenone) از استان‌های کشور ایتالیا است. استان پوردنونه در شمال شرق این کشور قرار دارد. مرکز این استان شهر پوردنونه و زیرمجموعه ناحیه فریولی ونتزیا جولیا می‌باشد. مساحت این استان ۲٬۲۷۳ کیلومتر مربع و جمعیت آن  ۳۱۶٬۲۳۵ نفر است.